# 木幡育也
木幡 育也（こわた いくや、1998年9月21日 - ）は、中央競馬（JRA）・美浦トレーニングセンターの騎手。茨城県出身。元JRA騎手・木幡初広の三男で、長兄・木幡初也、次兄・木幡巧也も同じくJRA騎手。

## 来歴
2014年に競馬学校騎手課程に入学（第33期）。
2017年3月に美浦・藤沢和雄厩舎から騎手デビュー。同年4月15日の福島7R（4歳上500万下）でオージーアイドルに騎乗して1着となり、初騎乗から26戦目での初勝利を挙げた。同年10月28日の新潟8R（3歳上500万下）では長男の初也が1着、次男の巧也が2着、育也が3着となり、史上初めて3兄弟騎手による1～3着独占を達成した。しかし、デビュー1年目は不祥事により、2度の騎乗停止処分が下されている（後述）。
デビュー4年目の2020年は自己最多の20勝を挙げた。
2022年2月28日をもって藤沢和雄厩舎が定年により解散するため、翌3月1日付けでフリーとなる。2024年5月21日より、美浦の松永康利厩舎所属となる。

## 騎乗成績

### 概要
|            | 日付          | 競馬場・開催    | 競走名       | 馬名             | 頭数 | 人気 | 着順 |
| ---------- | ------------- | --------------- | ------------ | ---------------- | ---- | ---- | ---- |
| 初騎乗     | 2017年3月4日  | 2回中山3日目5R  | 3歳未勝利    | クリノカエサル   | 16頭 | 12   | 13着 |
| 初勝利     | 2017年4月15日 | 1回福島3日目7R  | 4歳上500万下 | オージーアイドル | 16頭 | 6    | 1着  |
| 重賞初騎乗 | 2017年4月23日 | 2回東京2日目11R | フローラS    | ラユロット       | 18頭 | 16   | 17着 |

### 年度別成績
木幡育也の年度別成績（netkeiba.com）参照

## 不祥事
2017年9月10日の中山競馬での騎乗後、ドーピング検査にて対象薬物として指定されている利尿剤「フロセミド」が検出され、同年9月14日から10月13日まで30日間の騎乗停止となった。使用目的は落馬の影響によるむくみを取るためであったが、医師から処方された薬物ではなく、母親が用意したものを服用しており、事前の申告も怠っていたという。
同年12月14日、日本中央競馬会競馬施行規程第147条第20号で規定される「競馬の公正確保について業務上の注意義務を負う者としてふさわしくない非行のあった者」に該当するとして、裁定委員会の議定があるまで騎乗停止となることがJRAより発表された。
2018年1月4日、第2回裁定委員会により、同年3月13日までの騎乗停止処分が確定した。「非行」の内容は公式には発表されていないが、東京スポーツは「関係者によると同騎手は未成年ながら飲酒行為があった」と報じ、デイリースポーツは「未成年にもかかわらず飲酒・喫煙行為があったとみられる」と報じている。